# Estigmene pembertoni
Estigmene pembertoni là một loài bướm đêm thuộc phân họ Arctiinae, họ Erebidae.